# العلاقات الإسرائيلية الجورجية
العلاقات الإسرائيلية الجورجية هي العلاقات الثنائية التي تجمع بين إسرائيل وجورجيا.

## مقارنة بين البلدين
هذه مقارنة عامة ومرجعية للدولتين:
| وجه المقارنة                                              | إسرائيل                                                             | جورجيا                          |
| --------------------------------------------------------- | ------------------------------------------------------------------- | ------------------------------- |
| المساحة (كم2)                                             | 20.77 ألف                                                           | 69.70 ألف                       |
| عدد السكان (نسمة)                                         | 8.89 مليون                                                          | 3.72 مليون                      |
| الكثافة السكانية (ن./كم²)                                 | 428.02                                                              | 53.37                           |
| العاصمة                                                   | القدس                                                               | تبليسي، كوتايسي                 |
| اللغة الرسمية                                             | اللغة العبرية، اللغة العربية                                        | اللغة الجورجية، اللغة الأبخازية |
| العملة                                                    | شيكل إسرائيلي جديد، شيكل إسرائيلي قديم، جنيه فلسطيني، جنيه إسرائيلي | لاري جورجي                      |
| الناتج المحلي الإجمالي (بليون دولار)                      | 350.85 مليار                                                        | 15.16 مليار                     |
| الناتج المحلي الإجمالي (تعادل القوة الشرائية) بليون دولار | 306.51 مليار                                                        | 35.68 مليار                     |
| الناتج المحلي الإجمالي الاسمي للفرد دولار أمريكي          | 35.73 ألف                                                           | 3.79 ألف                        |
| الناتج المحلي الإجمالي للفرد دولار أمريكي                 | 36.58 ألف                                                           |                                 |
| مؤشر التنمية البشرية                                      | 0.899                                                               | 0.754                           |
| رمز المكالمات الدولي                                      | +972                                                                | +995                            |
| رمز الإنترنت                                              | .il                                                                 | .ge، .გე ‏                       |
| المنطقة الزمنية                                           | توقيت إسرائيل، Israel Summer Time ‏                                  | ت ع م+04:00                     |

## مدن متوأمة
في ما يلي قائمة باتفاقيات التوأمة بين مدن إسرائيلية وجورجية:
- ترتبط بئر السبع مع Oni, Georgia [الإنجليزية]‏ باتفاقية توأمة منذ 1 مارس 2016.
- ترتبط عسقلان مع كوتايسي باتفاقية توأمة.
- ترتبط أسدود مع باطوم باتفاقية توأمة منذ 13 سبتمبر 2011.[17][17][18][19]
- ترتبط كريات بياليك مع زيستابوني باتفاقية توأمة منذ 1966.

## منظمات دولية مشتركة
يشترك البلدان في عضوية مجموعة من المنظمات الدولية، منها:
| علم المنظمة | اسم المنظمة                   | تاريخ انضمام إسرائيل | تاريخ انضمام جورجيا |
| ----------- | ----------------------------- | -------------------- | ------------------- |
|             | مؤسسة التنمية الدولية         | 22 ديسمبر 1960       | 31 أغسطس 1993       |
|             | الأمم المتحدة                 | 11 مايو 1949         | 31 يوليو 1992       |
|             | منظمة التجارة العالمية        | 21 أبريل 1995        | 14 يونيو 2000       |
|             | الاتحاد الدولي للاتصالات      | 24 يونيو 1948        | 7 يناير 1993        |
|             | الفريق المعني برصد الأرض      | ?                    | ?                   |
|             | البنك الدولي للإنشاء والتعمير | 12 يوليو 1954        | 7 أغسطس 1992        |
|             | الاتحاد البريدي العالمي       | ?                    | ?                   |
|             | مؤسسة التمويل الدولية         | 26 سبتمبر 1956       | 29 يونيو 1995       |
|             | يونسكو                        | 16 سبتمبر 1949       | 7 أكتوبر 1992       |

## وصلات خارجية
- موقع وزارة الخارجية الإسرائيلية
- موقع وزارة الخارجية الجورجية